# Владимир Драгичевић
Владимир Драгичевић (Цетиње, 30. мај 1986) бивши је црногорски кошаркаш. Играо је на позицијама крилног центра и центра.

## Клупска каријера
Драгичевић је каријеру почео у екипи Ловћена одакле је 2007. прешао у Будућност. У подгоричком клубу је провео наредне три и по сезоне и током тог периода три пута је био првак Црне Горе док је четири пута освојио национални Куп. У априлу 2011. потписао је уговор са шпанском Басконијом до краја сезоне. У јулу 2011. потписао је за Спартак из Санкт Петербурга. Након две године у Спартаку, Драгичевић је за сезону 2013/14. прешао у пољску Зјелона Гору. Уследили су ангажмани у Турској где је наступао за Банвит и ТЕД Анкару Колејлилер. Вратио се затим у Зјелона Гору са којом је у сезони 2016/17. освојио дуплу круну у Пољској. Провео је још годину дана у пољском клубу након чега је за сезону 2018/19. прешао у руски Нижњи Новгород. Последње две године играчке каријере провео је у Арису из Солуна.

## Репрезентација
Био је члан репрезентације Црне Горе и са њима је наступао на Европском првенству 2011. у Словенији.

## Успеси

### Клупски
- Будућност:
  - Првенство Црне Горе (3): 2007/08, 2008/09, 2009/10.
  - Куп Црне Горе (4): 2008, 2009, 2010, 2011.
- Зјелона Гора:
  - Првенство Пољске (1): 2016/17.
  - Куп Пољске (1): 2017